# Dicranopalpus
Genre
Synonymes
- Liodes L. Koch, 1869 nec Heyden 1826
- Prosalpia L. Koch, 1872
- Dichranochirus Simon, 1909
- Fagea Dresco, 1949
- Egaenasser Roewer, 1953

Dicranopalpus est un genre d'opilions eupnois de la famille des Phalangiidae.

## Distribution
Les espèces de ce genre se rencontrent en Europe et en Afrique du Nord.

## Liste des espèces
Selon World Catalogue of Opiliones (05/05/2021) :
- Dicranopalpus bolivari (Dresco, 1949)
- Dicranopalpus brevipes Marcellino, 1970
- Dicranopalpus cantabricus Dresco, 1953
- Dicranopalpus caudatus Dresco, 1948
- Dicranopalpus gasteinensis Doleschall, 1852
- Dicranopalpus insignipalpis (Simon, 1879)
- Dicranopalpus larvatus (Canestrini, 1874)
- Dicranopalpus martini (Simon, 1878)
- Dicranopalpus pulchellus Rambla, 1960
- Dicranopalpus pyrenaeus Dresco, 1948
- Dicranopalpus ramosus (Simon, 1909)
- † Dicranopalpus ramiger (Koch & Berendt, 1854)

## Étymologie
Le nom de ce genre se réfère à la forme des palpes, au moins chez la première espèce décrite, Dicranopalpus gasteinensis (mais on la retrouve aussi par exemple chez Dicranopalpus ramosus) : le nom se compose de di (deux), cranium (tête) et palpus (palpe).

## Publication originale
- Doleschall, 1852 : « Systematisches Verzeichniss der im Kaiserthum Österreich vorkommenden Spinnen. » Sitzungsberichte der Kaiserlichen Akademie der Wissenschaften. Mathematisch-Naturwissenschaftliche Classe, vol. 9, p. 622-651 (texte intégral).